# Bourbon (Schiff, 1721)
Die Bourbon war ein 74-Kanonen-Linienschiff (Zweidecker) 2. Ranges der französischen Marine, das von 1721 bis  1741 in Dienst stand.

## Geschichte

### Entwicklungsgeschichte und Bau
Die spätere Bourbon wurde von dem Marinearchitekten Laurent Hélie entworfen und unter seiner Bauaufsicht im Juli 1719 im Marinearsenal von Brest auf Kiel gelegt. Der Stapellauf erfolgte im September 1720 und die Übernahme 1721.
Die Bourbon und die – im Juli 1720 ebenfalls in Brest vom Stapel gelaufene und 1721 übernommene – Sceptre waren die ersten 74-Kanonen-Schiffe, die für die französische Marine gebaut wurden, weshalb sie, trotz unterschiedlicher Konstrukteure und Unterschieden in der Länge des Kiels, manchmal als eine Schiffsklasse angesehen werden. Sie entstanden daraus, dass das 1706 in Dienst gestellte 70-Kanonen-Schiff Saint-Michel 1715 mit vier zusätzlichen 4-Pfünder-Kanonen auf dem Poopdeck ausgerüstet wurde, womit sie etwas schwerer bewaffnet war (zwei 8-Pfünder auf dem Achterdeck) als die zeitgleich gebauten französischen 72-Kanonen-Schiffe.

### Einsatzgeschichte
Im Jahr 1739, zwanzig Jahre nach ihrer Kiellegung und aufgrund der langen Friedenszeit, lief die Bourbon unter dem Kommando von Capitaine de Vaisseau Étienne de Perier das erste Mal zu einem Einsatz aus. Sie war dabei Flaggschiff eines aus vier Schiffen bestehenden Geschwaders der Flotte du Ponant, das unter dem Befehl des Marquis d’Antin zwischen Mai und September die Ostsee besuchte. Dabei wurden in diplomatischer Mission Stockholm und Kopenhagen besucht.
Im Folgejahr, als die Spannungen zwischen Frankreich und Großbritannien zunahmen (War of Jenkins’ Ear), wurde die Bourbon als Teil einer Flotte unter dem Marquis d’Antin zu den Westindischen Inseln geschickt, um die Spanier zu unterstützen. Dieser Einsatz war ein Erfolg, denn er zwang die Briten dazu, ihre militärischen Operationen gegen die Spanier einzustellen. Die Bourbon erlitt jedoch während dieser Zeit, wie auch der Rest des Geschwaders, einen Ausbruch von Tropenkrankheiten, der unter der Besatzung zu Toten führte.
Bei ihrer Rückkehr von den Antillen nach Frankreich erlitt das Schiff einen Ausfall der Lenzpumpen. Da es schon alt war, nahm es viel Wasser auf und der Kommandant Boulainvilliers erkannte, dass es nicht zu halten war. Er ordnete daraufhin an, die beiden Beiboote zu Wasser zu lassen, unter dem Vorwand Hilfe zu holen. Um keine Panik unter dem Rest der Besatzung auszulösen, schiffte sich Boulainvilliers selbst nicht ein, schaffte es aber seinen Sohn (Henri-Louis de Boulainvilliers de Croy) unterzubringen. Eine halbe Stunden später sank das Schiff am 12. April 1741, unter den Augen dieser kleinen Gruppe von 24 Männern in den Booten, mit ihrem Kommandanten und 516 Mann der Besatzung vor Ouessant.

## Technische Beschreibung

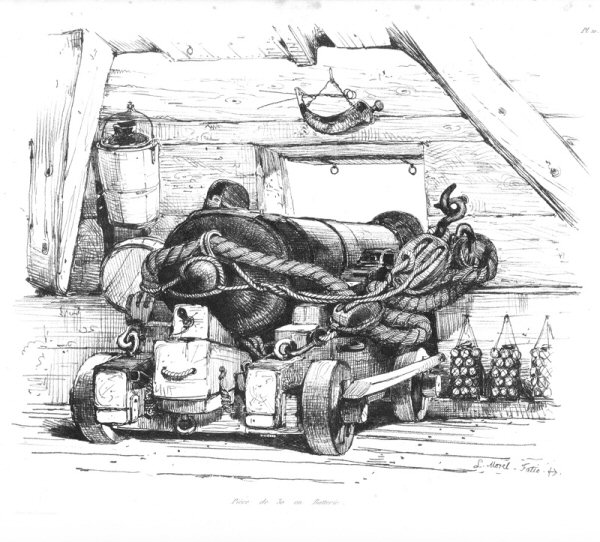
Zeichnung eines französischen
36-Pfünders

Die Bourbon war als Batterieschiff mit zwei durchgehenden Geschützdecks konzipiert und hatte eine Länge von 49,37 Metern (Geschützdeck) bzw. 44,18 Metern (Kiel), eine Breite von 13,64 Metern und einen Tiefgang von 6,82 Metern bei einer Vermessung von 1.500 tons (bm) bzw. Verdrängung von 2.500 Tonnen.
Das Schiff war in der damals üblichen Rahtakelage als Fregattschiff mit drei Masten (Fockmast, Großmast und Kreuzmast) ausgeführt. Die Masten und Rahen bestanden aus Kiefernholz, während das circa 80 Tonnen schwere Tauwerk und die circa 2500 m² großen Segel aus Hanf bestanden. Ein zweiter Satz, Segel und Tauwerk wurde im Laderaum als Reserve mitgeführt.
Der aus Eichenholz bestehende Rumpf schloss im Heckbereich mit einem Heckspiegel, in den Galerien integriert waren, die in die seitlich angebrachten Seitengalerien mündeten. Diese waren aus Repräsentationsgründen durch zeitspezifische Schnitzereien und Bildhauerarbeiten geschmückt und bestanden aus Ulmen-, Linden-, Pappel- und Nussbaumholz. Die Beplankung war kraweel ausgeführt, das heißt, die Enden der Planken stießen stumpf aufeinander, so dass eine glatte Außenfläche entstand.
Die Bewaffnung bestand aus 74 Kanonen in unterschiedlichen Kalibern und verteilte sich auf die verschiedenen Decks.
|        | Unteres Batteriedeck | Oberes Batteriedeck | Backdeck      | Achterdeck     | Poopdeck      | Kanonen (Geschossgewicht) |
| ------ | -------------------- | ------------------- | ------------- | -------------- | ------------- | ------------------------- |
| Design | 26 × 36-Pfünder      | 28 × 18-Pfünder     | 6 × 8-Pfünder | 10 × 8-Pfünder | 4 × 4-Pfünder | 74 Kanonen (387,684 kg)   |

## Besatzung
Die Besatzung hatte im Frieden eine Stärke von 506 und im Krieg von 556 Mann (6 Offiziere und 500 bzw. 550 Unteroffiziere bzw. Mannschaften).

### Bekannte Besatzungsmitglieder
- Étienne de Perier (1686–1766), später Lieutenant-général des armées navales
- Sébastien-François Bigot de Morogues (1706–1781), später Lieutenant-général des armées navales
- Charles de Courbon (1710–1766), später Lieutenant-général des armées navales
- François Julien du Dresnay (1719–1786), später Chef d’escadre des armées navales

## Bemerkungen
1. ↑  Die französische Einteilung in Rangklassen wich von der britischen ab. Zum Zeitpunkt der Indienststellung der Bourbon waren französische Schiffe Zweiten Ranges Zweidecker mit 72 bis 76 Kanonen.
2. ↑  Bei der Berechnung des Gewichtes einer Breitseite kann es zu Unterschieden kommen, da in der damaligen Zeit ein Pfund, je nach Land, unterschiedliche Gewichtswerte hatte. Das französische Livre hatte z. B. ein Gewicht von 489,506 Gramm während das englische Pound ein Gewicht von 453,592 Gramm hatte.